# Brač - Stup
Brač - Stup este o arie protejată (sit de importanță comunitară — SCI) din Croația întinsă pe o suprafață de 20,87 ha, integral pe uscat.

## Localizare
Centrul sitului Brač - Stup este situat la coordonatele 43°18′59″N 16°35′54″E / 43.316478°N 16.598291°E.

## Înființare
Situl Brač - Stup a fost declarat sit de importanță comunitară în iulie 2013 pentru a proteja 1 specie de plante.

## Biodiversitate
Situată în ecoregiunea mediteraneană, aria protejată nu include niciun habitat protejat.
La baza desemnării sitului se află o specie protejată de  plante: Himantoglossum adriaticum.